# (Citohrom c)-lizin N-metiltransferaza
(Citohrom c)-lizin -metiltransferaza (EC 2.1.1.59, citohrom c (lizin) metiltransferaza, citohrom c metiltransferaza, citohrom c-specifična proteinska metilaza III, citohrom c-specifična protein-lizinska metiltransferaza, S-adenozil--metionin:(citohrom c)--lizin 6-N-metiltransferaza) je enzim sa sistematskim imenom S-adenozil--metionin:(citohrom c)--lizin N6-metiltransferaza. Ovaj enzim katalizuje sledeću hemijsku reakciju
-adenozil--metionin + citohrom c-L-lizin {\displaystyle \rightleftharpoons } -adenozil-L-homocistein + [citohrom c]-N6-metil-L-lizin
Ovaj enzim pripada grupi metilacinih proteina, cf. EC 2.1.1.43, histon-lizin -metiltransferaza i EC 2.1.1.60, kalmodulin-lizin -metiltransferaza.

## Literatura
- Nicholas C. Price; Lewis Stevens (1999). Fundamentals of Enzymology: The Cell and Molecular Biology of Catalytic Proteins (Third изд.). USA: Oxford University Press. ISBN 019850229X.
- Eric J. Toone (2006). Advances in Enzymology and Related Areas of Molecular Biology, Protein Evolution (Volume 75 изд.). Wiley-Interscience. ISBN 0471205036.
- Branden C; Tooze J. Introduction to Protein Structure. New York, NY: Garland Publishing. ISBN 0-8153-2305-0.
- Irwin H. Segel. Enzyme Kinetics: Behavior and Analysis of Rapid Equilibrium and Steady-State Enzyme Systems (Book 44 изд.). Wiley Classics Library. ISBN 0471303097.
- William P. Jencks (1987). Catalysis in Chemistry and Enzymology. Dover Publications. ISBN 0486654605.

## Spoljašnje veze
- (cytochrome+c)-lysine+N-methyltransferase на 